# Pasquale Mililotti
Pasquale Mililotti (Napoli, circa 1725 – circa 1785) è stato un librettista italiano d'opera lirica, autore di almeno 34 libretti, di cui alcuni in napoletano.

## Biografia
Fratello di Giuseppe Mililotti, altro librettista di fama, iniziò a sua volta a scrivere libretti con una lunga attività svolta per il Teatro Nuovo e il Teatro dei Fiorentini di Napoli nei decenni attorno alla metà del Settecento.
Quattro dei suoi libretti furono scritti per le musiche del noto compositore Domenico Cimarosa (Le stravaganze del conte 1772, La frascatana nobile 1776, Le stravaganze d'amore 1778, I matrimoni in ballo 1776).

## Altre opere
- L'ignorante astuto (1775)
- Gli amanti mascherati (1776)
- La donna di bell'umore (1778)
- Il trionfo de' pupilli oppressi (1782)